# Pantaleó de Thermus
Pantaleó (en llatí Pantaleon, en grec antic Πανταλέων) fou un polític etoli, probablement net de Pantaleó d'Etòlia i fill d'Arquedam d'Etòlia que va viure al segle ii aC.
Se'l menciona per primer cop com un dels ambaixadors encarregats de portar la rendició dels etolis al general romà Mani Acili Glabrió l'any 191 aC. No torna a aparèixer fins al 169 aC quan va ser un dels delegats de la ciutat de Thermus o Thermum, a Etòlia, davant del cònsol Gai Popil·li, i va pronunciar una forta arenga contra Lisisc d'Etòlia i Toes.
Era a Delfos amb el rei Èumenes II de Pèrgam quan es va produir un atemptat contra la vida del rei instigat per Perseu de Macedònia, segons diu Titus Livi.